# Ragbi klub Rudar Zenica
Il Ragbi Klub Rudar Zenica ("Associazione rugbistica Minatore Zenica"; abbreviato in R.K. Rudar Zenica) è una società di rugby a 15 di Zenica fondata nel 1982.

## Storia
Il Ragbi klub Rudar Zenica fu fondato nel 1982 dall'iniziativa degli operai di Zenica e dalla necessità di avere una seconda squadra nell'ambito cittadino. Già dal primo anno la squadra disputò il campionato jugoslavo nel gruppo B, quell'anno si posizionò prima finendo il campionato da imbattuta. 
Nella stagione 1986/87 la squadra fu sconfitta in finale di Coppa di Jugoslavia dalla rivale cittadina, il Čelik.

## Palmarès

### Altri piazzamenti
- Coppe di Jugoslavia:

Finalista: 1987